# Ixtlahuacán
Ixtlahuacán è una municipalità dello stato di Colima, nel Messico centrale, capoluogo della omonima municipalità.
La popolazione della municipalità è di 	4.759 abitanti (2010) e ha una estensione di 468,70 km².